# Zdzisław Wierzbicki
Zdzisław Wierzbicki (ur. 12 listopada 1888, zm. 25 kwietnia 1951 w Warszawie) – polski ziemianin, polityk, senator w II Rzeczypospolitej.
Ziemianin - właściciel majątku Żochy k. Ciechanowa. Inżynier rolnik. W latach 1918–1919 tymczasowy starosta w Płońsku. Został pierwszym prezesem, zorganizowanej 16 czerwca 1924 roku, Ochotniczej Straży Pożarnej w Ojrzeniu. W 1926 roku żona prezesa Wierzbickiego ufundowała dla tej jednostki sztandar. 
W wyborach 1935 roku został wybrany zastępcą senatora IV kadencji (1935–1938). Po zrzeczeniu się mandatu przez senatora Czesława Michałowskiego złożył 24 czerwca 1936 roku ślubowanie i został senatorem. W 1938 roku wszedł w skład Prezydium i Rady Okręgu Warszawskiego Obozu Zjednoczenia Narodowego.
W czasie II wojny światowej więziony w niemieckim obozie w Działdowie, 12 kwietnia 1940 roku aresztowany przez Niemców w Żochach i po tygodniu osadzony w obozie koncentracyjnym Dachau (nr obozowy 4774). 29 kwietnia 1945 roku uwolniony przez żołnierzy armii amerykańskiej, wyjechał do Francji, do Paryża. W październiku 1946 roku przebywał w Belgii. W latach 1945–1946 współorganizował pomoc dla polskiej młodzieży, m.in. studia w Brukseli. Wiosną 1947 roku wrócił do Polski, zamieszkał w Warszawie, był właścicielem przedsiębiorstwa transportowego (powoził konną platformą do przewożenia dużych ładunków).
Pochowany na cmentarzu Powązkowskim w Warszawie (kwatera 64-4-23).
Był mężem Zofii z domu Parzych (1898–1971), z którą mieli dwóch synów, uczestników powstania warszawskiego: Karola ps. Kujawiak (1918–1944) i Tadeusza ps. Nieczuja (1922–1990).

## Ordery i odznaczenia
- Złoty Krzyż Zasługi (8 lipca 1929)[6]